# Державні іспити (Китай)

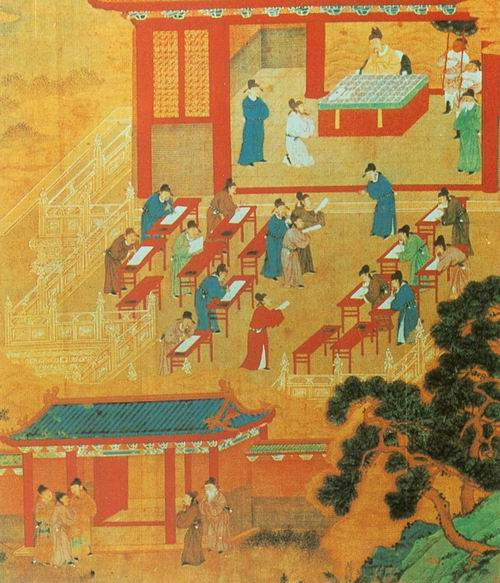
Складання державних іспитів в династії Сун.

Держа́вні і́спити (кит.: 科舉; спрощ.: 科举; піньїнь: kējǔ; кор. 과거, МФА: [kwɑːgʌ]; яп. かきょ, МФА: [kakʲo]) — система централізованих екзаменів на отримання чиновницької посади в домодерному Китаї та країнах китаєцентричного світу — Кореї, В'єтнамі та Рюкю. Передбачала складання цивільних і військових дисциплін абітурієнтами різного соціального статусу. В основі програми іспитів лежав конфуціанський канон, який необхідно було сумлінно вивчати для успішного проходження випробування. Наявність адміністративних умінь чи навичок управління до уваги не бралася. Шляхом системи державних іспитів забезпечувалися кадри державного апарату більшості країн Східної Азії.
Практика державних іспитів в Китаї тривала протягом 605–1905 років. З падінням династії Сун у 1279-му практика була перервана, але відновлення відбулося у 1315, у правління монгольського імператора Аюрбарібіди (на престолі у 1311-1320).
При династіях Мін і Цін державні іспити поділялися на такі категорії:
| Назва іспиту                         | Місце проведення    | Отримуване звання | Примітка        |
| ------------------------------------ | ------------------- | ----------------- | --------------- |
| «Туншенши» (аналог вступного іспиту) | Повіт               | «Шеньюань»        |                 |
| «Сянши»                              | Провінція           | «Цзюйжень»        | Раз на три роки |
| «Хуейши»                             | Столиця             | «Гуншен»          | Раз на три роки |
| «Дяньши»                             | Імператорський двір | «Цзіньши»         |                 |